# Bambi-Verleihung 1969
Die 20. Bambi-Verleihung fand am 24. Januar 1969 in den Fernsehstudios des ZDF in Unterföhring bei München statt. Die Preise beziehen sich auf das Jahr 1968. Der Moderator der Veranstaltung, die im ZDF übertragen wurde, war Dieter Thomas Heck.

## Die Verleihung
Die Publikumsabstimmungen waren weiterhin formal auf die Leser der Bunten und von Bild+Funk beschränkt, man konnte jedoch auch in Kinos Abstimmungskarten erhalten und wieder abgeben. Dafür wurde im November 1968 in der Wochenschau geworben.
Wie schon 1968 wurden auch 1969 zwei Fernsehbambis durch eine Abstimmung der Leser der Bild+Funk bestimmt. Dieses Mal ging es aber nicht um Schauspielerinnen und Schauspieler, sondern um den Beliebtesten Quizmaster und die Beliebteste Fernseh-Serie. Die Bambis gingen an Hans-Joachim Kulenkampff und an die Serie Bonanza. Lorne Greene nahm den Bambi persönlich und auch im Namen seiner „Filmsöhne“ entgegen. 
Neben Heinz Rühmann (deutscher Schauspieler) und Sophia Loren (internationale Schauspielerin), die die jeweiligen Bambis schon mehrfach erhalten hatten, gab es bei den Schauspielerbambis zwei neue Namen: Erstmals erhielten Omar Sharif (internationaler Schauspieler) und Uschi Glas (deutsche Schauspielerin) den Preis.
In der Kategorie Bemerkenswertester inländischer Film wurde 1969 kein einzelner Film ausgezeichnet. Stattdessen wurde Werner Nekes für seine Experimentalkurzfilme geehrt, insbesondere für Tarzans Kampf mit dem Gorilla, Vis-à-vis und Zipzibbelip.

## Preisträger
Aufbauend auf der Bambidatenbank.

### Beliebteste Fernseh-Serie
Dan Blocker, Lorne Greene, Michael Landon und Pernell Roberts für Bonanza

### Beliebtester Quizmaster
Hans-Joachim Kulenkampff für Einer wird gewinnen

### Schauspielerin international
Sophia Loren

### Schauspieler international
Omar Sharif

### Schauspielerin deutsch
Uschi Glas

### Schauspieler deutsch
Heinz Rühmann

### Bemerkenswertester inländischer Film
Werner Nekes für Tarzans Kampf mit dem Gorilla, Vis-à-vis und Zipzibbelip

### Bester internationaler Film
Jean-Luc Godard für Weekend

### Bester Kriminaldrehbuchautor
Herbert Reinecker

### Bester politischer Kommentar
Dieter Gütt

### Geschäftlich erfolgreichster deutscher Film
Ruth Gassmann und Käte Strobel für Helga

### Regisseur der besten Fernsehshow
Jean-Christophe Averty